# Vilém Rittershain
Vilém Rittershain (6. dubna 1889 Chrudim – 13. února 1963 Praha) byl český filmový architekt.

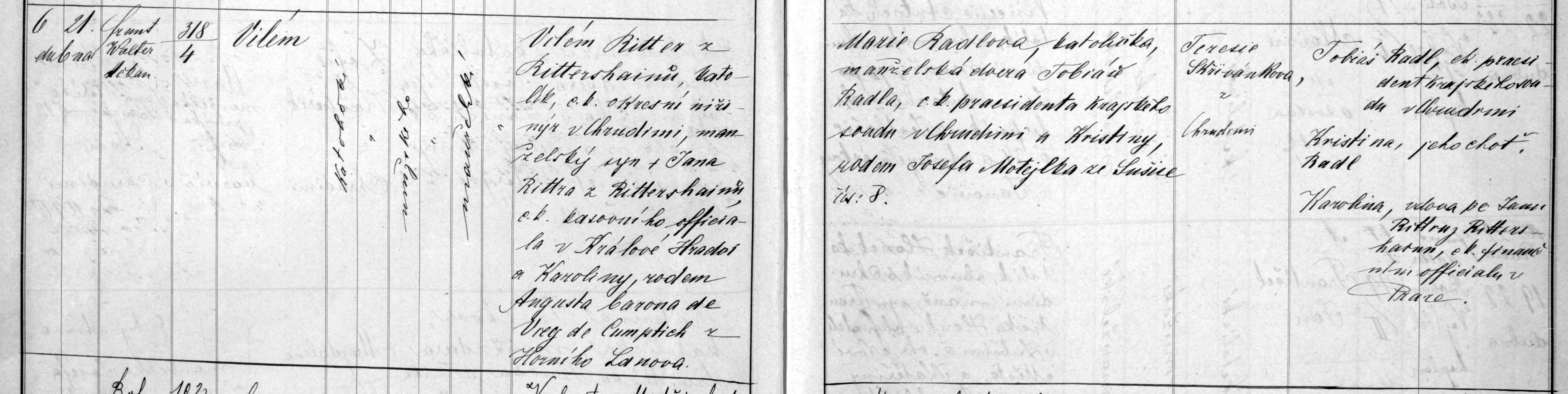
Vilém Rittershain, záznam o narození a křtu 1889

## Život
Narodil se v rodině Viléma Rittera z Rittershainů, okresního inženýra v Chrudimi a jeho manželky Marie, rozené Radlové.
Jako student stavitelství na pražské technice (1907 – 1914) si zahrál několik malých filmových rolí u společnosti ASUM. Ve filmové výpravě dokázal připravit pro ostatní tvůrce prostředí, které předznamenávalo úspěch filmu zvláště u tvorby avantgardní (Gustav Machatý, filmy Voskovce a Wericha Pudr a benzín, Peníze nebo život, Vančurův film Před maturitou). Od 2. poloviny 30. let a za okupace pracoval jako stavební a bytový architekt, po r. 1945 jako umělecký poradce u filmu.

## Dílo

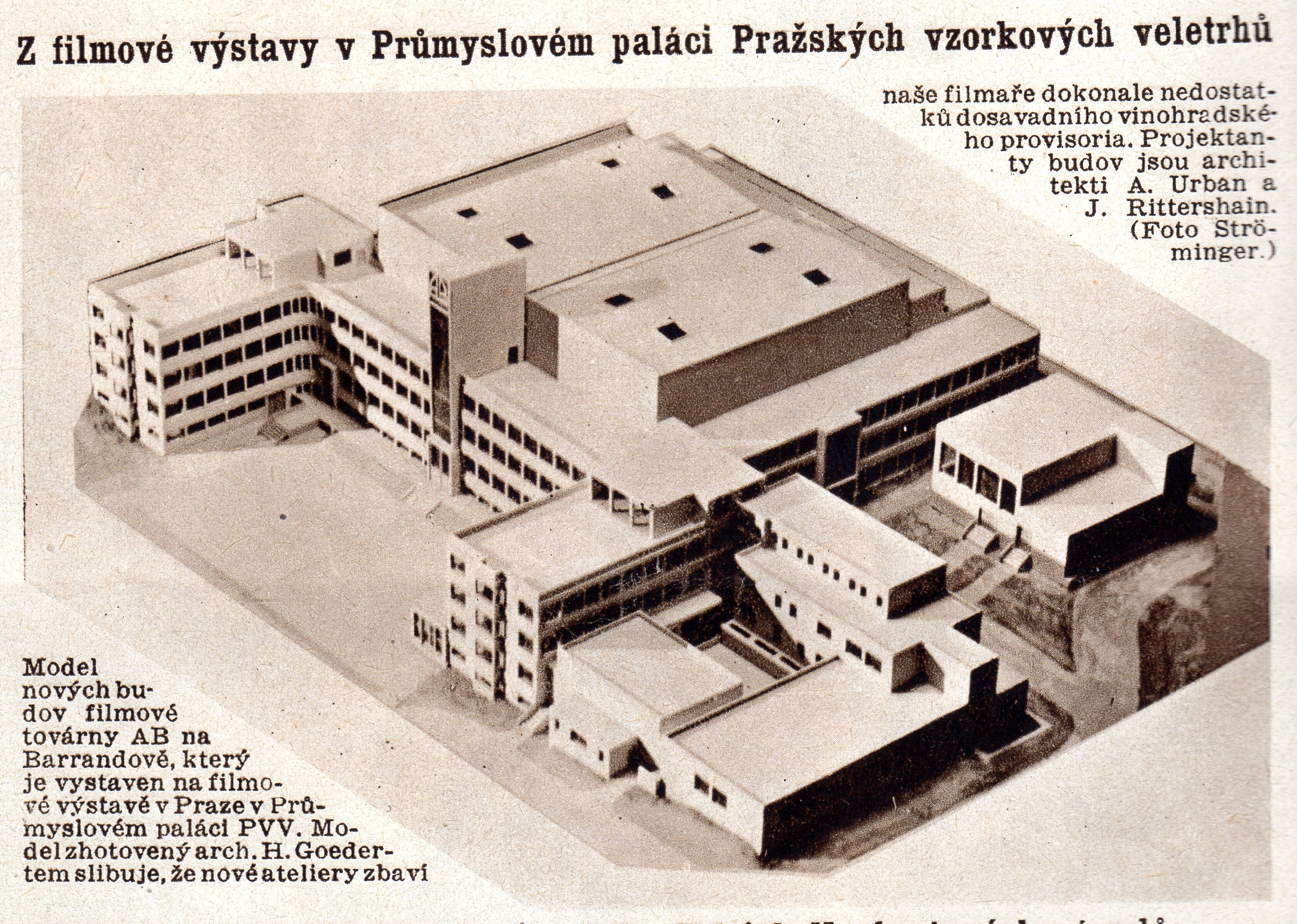
Model ateliéru Barrandov, 1932, autoři Urban, Ritteshain

Významným dílem, na němž Rittershain spolupracoval, byl němý film G. Machatého Kreutzerova sonáta (1926), v níž Machatý využil své zkušenosti ze stáže v USA. na celkovém velice sugestivním vyznění filmu měl Rittershain velký podíl nákladnými interiéry, jež zčásti postavil v ateliérech na Kavalírce v Košířích, pro větší scény využil studia ve Vídni. V té době pracoval jako architekt u filmu čtyři roky.
Na počátku 30. let se vrátil ke spolupráci s bývalým majitelem společnosti ASUM a nyní již renomovaným architektem Maxem Urbanem, aby společně vytvořili projekt Filmových ateliérů na Barrandově. Rittershain měl zkušenosti s výstavbou ateliérů na Kavalírce a mohl v sobě spojit obecné znalosti stavební architektury s aplikací na potřebu filmařů. Vypracovali spolu plán výstavby dvou ateliérových hal o rozměrech 32 x 20 m tak, aby v nich bylo možno vyrábět dva filmy současně, ale obě haly bylo možno spojit v případě potřeby pro jedno studio.

## Filmografie

### Herec
- Dáma s barzojem, 1912 – role neuvedena
- Falešný hráč, 1912 – role neuvedena
- Rozvedená paní, 1913 – role neuvedena
- Aničko, vrať se!, 1926 – host na maškarním bále

### Filmový architekt
- Koryatovič, 1922
- Muž bez srdce, 1923
- Únos bankéře Fuxe, 1923
- Chyťte ho!, 1924
- Píseň života, 1924
- Hraběnka z Podskalí, 1925
- Karel Havlíček Borovský, 1925
- Lucerna, 1925
- Syn hor, 1925
- Šest mušketýrů, 1925
- Vdavky Nanynky Kulichovy, 1925
- Vyznavači slunce, 1925
- Aničko, vrať se!, 1926
- Babinský (film), 1926
- Bludné duše, 1926
- Dobrý voják Švejk, 1926
- Falešná kočička, 1926
- Irča v hnízdečku, 1926
- Kreutzerova sonáta, 1926
- Modche a Rezi, 1926
- Na letním bytě, 1926
- Otec Kondelík a ženich Vejvara I., 1926
- Otec Kondelík a ženich Vejvara II., 1926
- Pantáta Bezoušek, 1926
- Písně vězněného, 1926
- Pohádka máje, 1926
- Prach a broky, 1926
- Pražský flamendr, 1926
- Řina, 1926
- Werther, 1926
- Dráteníček, 1927
- Dům ztraceného štěstí, 1927
- Její princ, 1927
- Květ ze Šumavy, 1927 (s Josefem Wenigem)
- Paní Katynka z Vaječného trhu, 1927
- Pražské děti, 1927
- Pražský kat, 1927
- Sextánka, 1927
- Ve spárech upíra, 1927
- Děvče z tabákové továrny, 1928
- Haničko, co s tebou bude?, 1928
- Hřích, 1928
- Páter Vojtěch, 1928
- Pohorská vesnice, 1928
- Z lásky, 1928
- Životem je vedla láska, 1928
- Její pastorkyňa, 1929
- Fidlovačka, 1930 (interiéry)
- Karel Havlíček Borovský, 1931 (s Hanušem Gödertem)
- Kariéra Pavla Čamrdy, 1931
- Psohlavci, 1931 (s Hanušem Gödertem)
- Pudr a benzín, 1931
- To neznáte Hadimršku, 1931
- Unter Geschäftsaufsicht (německá verze filmu To neznáte Hadimršku), 1931
- Třetí rota, 1931 (s Hanušem Gödertem)
- Anton Špelec, ostrostřelec, 1932
- Kantor Ideál, 1932
- Malostranští muškytýři, 1932 (s Ferdinandem Fialou)
- Peníze nebo život, 1932
- Pepina Rejholcová, 1932
- Píseň o velké lásce, 1932
- Písničkář, 1932
- Právo na hřích, 1932 (se Štěpánem Kopeckým)
- Před maturitou, 1932 (s Bedřichem Feuersteinem)
- Sestra Angelika, 1932
- Sňatková kancelář, 1932 (s Hanušem Gödertem)
- Šenkýřka „U divoké krásy“, 1932 (s Ferdinandem Fialou)
- Jindra, hraběnka Ostrovínová, 1933
- Strýček z Ameriky, 1933
- U svatého Antoníčka, 1933
- Vražda v Ostrovní ulici, 1933
- Tatranská romance, 1934
- Život vojenský – život veselý, 1934
- Bezdětná, 1935
- Cácorka, 1935
- Jana, 1935
- Koho jsem včera líbal?, 1935 (s Františkem Novákem)
- Milan Rastislav Štefanik, 1935 (s Bohuslavem Kuličem)
- Pozdní láska, 1935
- Páter Vojtěch, 1936

### Výtvarník
- Adjunkt Vrba, 1929